# Gunnar Dellner

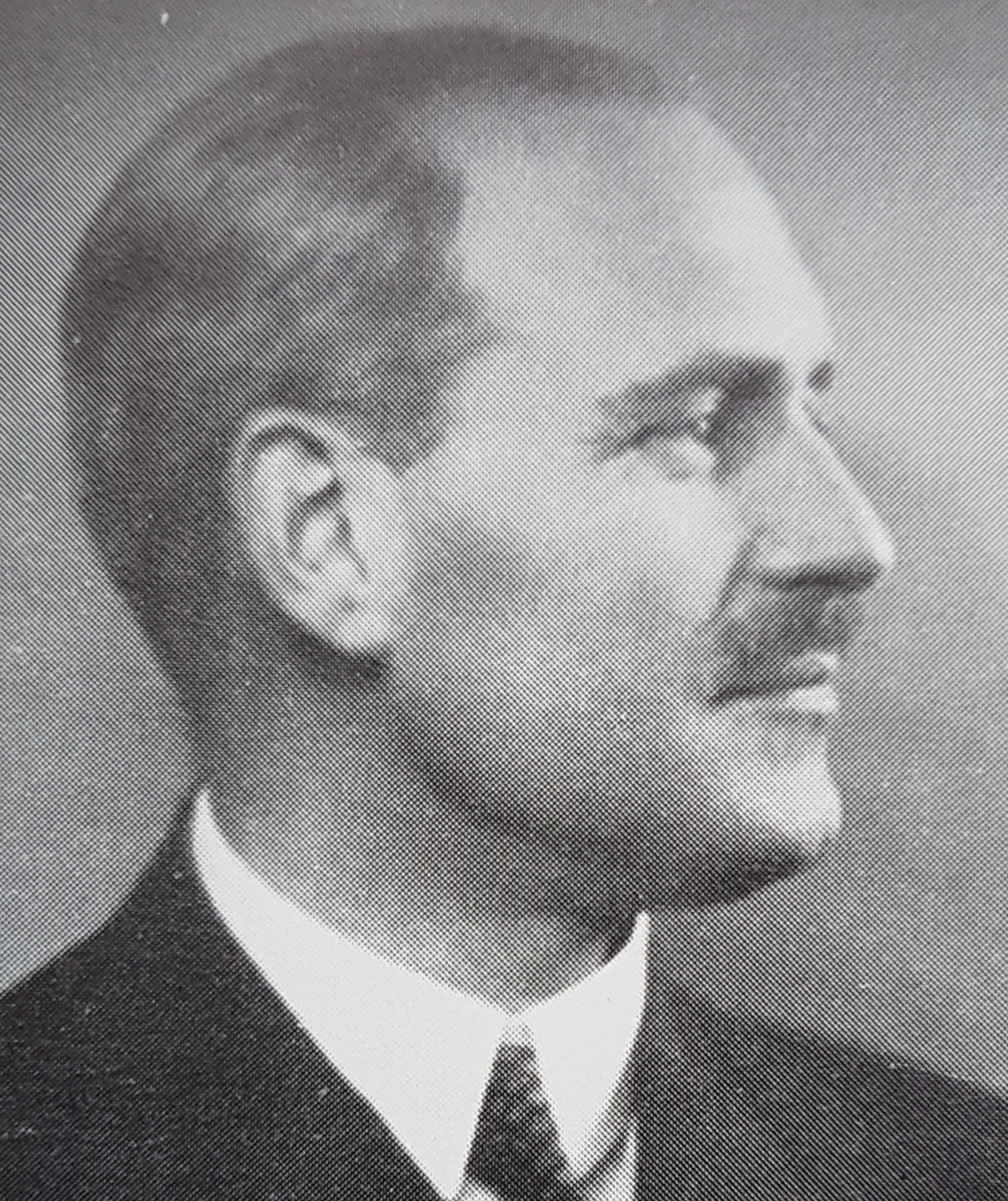
Gunnar Dellner

Gunnar Robert Vilhelm Dellner, född 7 juni 1888 i Ulricehamn, död 15 juli 1951 i Stockholm, var en svensk civilingenjör och företagare.
Gunnar Dellner var son till sågverksinspektoren Axel Fritiof Olsson. Efter att 1907 ha genomgått Tekniska elementarskolan i Borås avlade han 1910 studentexamen i Stockholm och utexaminerades 1912 från Tekniska högskolans fackavdelning för maskinbyggnad. Dellner verkade 1912–1917 som konstruktör, ritkontorschef och avdelningschef vid Svenska Aktiebolaget Gasaccumulator och 1917–1927 som överingenjör och disponent vid AB Atlas–Diesel. Han var 1927–1941 VD för Nydqvist & Holm AB i Trollhättan och därtill 1930–1939 VD vid Nohab flygmotorfabriker AB och 1937–1939 direktör vid Svenska Aeroplan AB. Från 1941 bedrev Dellner privat affärsverksamhet i Stockholm. Han är begravd på Norra begravningsplatsen utanför Stockholm.